# Hernád-völgy
A Hernád-völgy egy kistáj, melynek felső része Szlovákiába esik. A Hernád folyó Hernádfőnél (Vikartovce), a Király-hegy (Kráľova hoľa) északi oldalán ered, Abaújnádasd (Trstené pri Hornáde) községnél hagyja el Szlovákiát és Abaújvár mellett lép be Magyarországra. Hossza 60–80 km, szélessége 6–12 km. A tengerszint feletti magassága 118 és 270 m között változik.

## Fekvése
Magyarországi szakasza Miskolctól északkeletre, a Zempléni-hegység és a Cserehát között található.

## Földrajza
A Hernád magyarországi szakaszának hossza 60–80 km, szélessége 6–12 km. A tengerszint feletti magassága 118 és 270 m között változik. A Hernád-völgy magyarországi szakasza földrajzilag a Nagyalföld északra nyúló öblének tekinthető. A terület egy tektonikus árokban elhelyezkedő folyó-völgy, amely Miskolctól északkeletre, a Zempléni-hegység és a Cserehát között alakult ki.

## Éghajlata
Éghajlatát az alföldi klímán kívül a hegyvidékek is befolyásolják. A terület évi középhőmérséklete 9-10 °C között van, nyáron a vegetációs időben 16-17 °C az átlagos hőmérséklet. Az évi napsütéses órák száma 1900. 
Gyakori jelenség a nyári szárazság, vagy a sok csapadék következtében a Hernád áradása. A Hernád áradása ellen 1989 óta körgát véd.

## Leírása
A Hernád-völgy legnagyobb részét öntéstalaj borítja, melyből a réti agyagtalajok keletkeztek. A folyó durvább üledékeit északon, Vilmány és Hernádszentandrás környékén rakta le, mely a Felsődobsza és Alsódobsza közötti térség lassú emelkedésével magyarázható. Folyóteraszok csak a Hernád felső völgyszakaszán alakultak ki, elsősorban Vizsoly és Gibárt között, jobb oldalon, Hernádszentandrás és Szikszó között ezek a teraszok megszűnnek és fokozatosan belesimulnak a Hernád síkjába.
A Hernád menti táj keleti szakaszát suvadások jellemzik, erre példa a Hernádszentandrás szomszédságában fekvő Pere, mely egy hatalmas lesuvadt hegyoldalon épült. E szakaszon gyakoriak a földcsuszamlások, amelyek a Hernád-folyót nagy kanyarulatokra késztetik. E suvadások pusztításának esett áldozatul többek között a 15. században a folyó partján épült, Szentandrás szomszédságában fekvő Dobsza, majd a 16. század elején Nyavalyádfalva, 1865-ben pedig Csanálos, és 1870 körül Sóstófalva is.

## Mezőgazdasága
A Hernád-völgy legnagyobb részt öntéstalaj borította részén a mezőgazdasági termelésben a gabonafélék (búza, árpa), dohány és a zöldségfélék játsszák a döntő szerepet. Az állattenyésztést a szarvasmarha, a sertés, a baromfi és a haszonállattartás jellemzi.

## Nevezetességek
- Szikszó, gótikus református templom
- Hidasnémeti, református temploma gótikus stílusban épült
- Forró, Kakas csárda, egykor postaállomásként működött
- Gibárti vízerőmű, 1908-ban épült törpevízmű, ipartörténeti érdekesség
- Felsődobszai vízerőmű,[1] 1911-ben épített vízierűmű ipartörténeti műemlék
- Károlyi-biblia,[2] templom és látogatóközpont